# 이스즈 기가
이스즈 기가(영어: Isuzu Giga, 일본어: いすゞ・ギガ 이스즈 기가[*])는 일본 이스즈 자동차사가 생산하는 대형 트럭으로 1994년에 이스즈 810의 후속으로 출시되었다. 또한 수출 차량의 경우 C시리즈와 E시리즈로 판매된다.

## 개요
1994년에 이스즈 810의 후속으로 출시되었다. 지속적으로 마이너 체인지를 통해서 오랫동안 생산했다. 경쟁 차종으로 미쓰비시 후소 트럭·버스의 미쓰비시후소 슈퍼 그레이트를 비롯해 UD 트럭의 닛산 디젤 빅섬, 닛산 디젤 큐온, 히노 자동차의 히노 프로피아가 있다.

## 모델

### 제 1세대 모델 (1994년11월~2015년)
- 1994년 11월 : 810[1]의 후속차종으로 출시되었다.[2]
- 1995년 : 트랙터 차량이 전륜 구동 차량 모델이 출시되었다.
- 1997년 : 마이너 체인지로 운전석에 SRS 에어백이 적용되었고 엔진도 10TD1형이 채택되었다.
- 2000년 : 1999년 배출가스 규제 대응에 따라 마이너 체인지로 엔진은 10기통 8TD1형과 6기통 엔진의 경우 기존 6WA1형에서 6WF1형, 6WG1형로 변경되었다.
- 2003년 6월 : 2001년 소음 규제 대응에 따라 풀에어 브레이크를 표준화가 되었고 인터쿨러 터보 엔진으로 단일화와 동시에 V형 엔진 차량이 단종되었다.
- 2003년 11월 : 2004년 배출가스 규제 대응에 따라 6WF1형 엔진 탑재 차량에 적합차가 추가로 설정되었다.
- 2004년 : G카고 차량 모델이 출시되었다.
- 2005년 8월 : 마이너 체인지로 앞범퍼가 변경되었다. 엔진의 경우 기존 6SD1형에서 6WF1형, 6WG1형로 변경되었다.
- 2006년 : 2005년 배출가스 규제 대응에 따라 6UZ1형 엔진 탑재 모델이 출시되었다. 이와는 별도로 슈퍼 G카고 차량 모델이 출시되었다.
- 2007년 3월 : 6UZ1형 엔진 탑재 차량이 마이너 체인지로 프런트 리드의 그릴 디자인이 변경되었다. 그와 동시에 기가 로고가 추가 되었고 범퍼 상단의 가니쉬는 검은색에서 회색으로 변경되었다.
- 2007년 6월 : 6WG1형 엔진 탑재 차량도 마이너 체인지로 트랙터의 경우 전자식 차량 자세 제어 시스템을 최초로 채용했다. 그와 동시에 6WF1형 탑재한 차량이 단종되었다.
- 2007년 10월 : 자동으로 감속하는 충동 피해 경감 브레이크를 적용했다.
- 2009년 2월 : 카고 차량에 한대 VAT 측방 감시 모니터가 추가되었다.
- 2010년 5월 17일 : 마이너 체인지로 형식의 끝에 붙어 있던 숫자가 삭제되었다. 히노 자동차와 공동으로 개발한 SCR 시스템과 DPD가 탑재되었고 2009년 배출가스 규제 대응에 따라 개발되었다. 엔진의 경우 6UZ1형으로 통합되었고 CXZ, CYZ 모델의 경우 최초로 16단 MT변속기를 채택했다.
- 2014년 10월 28일 : VAT, IESC (전자식 차량 자세 제어 시스템)를 장비를 표준화 시켰다.

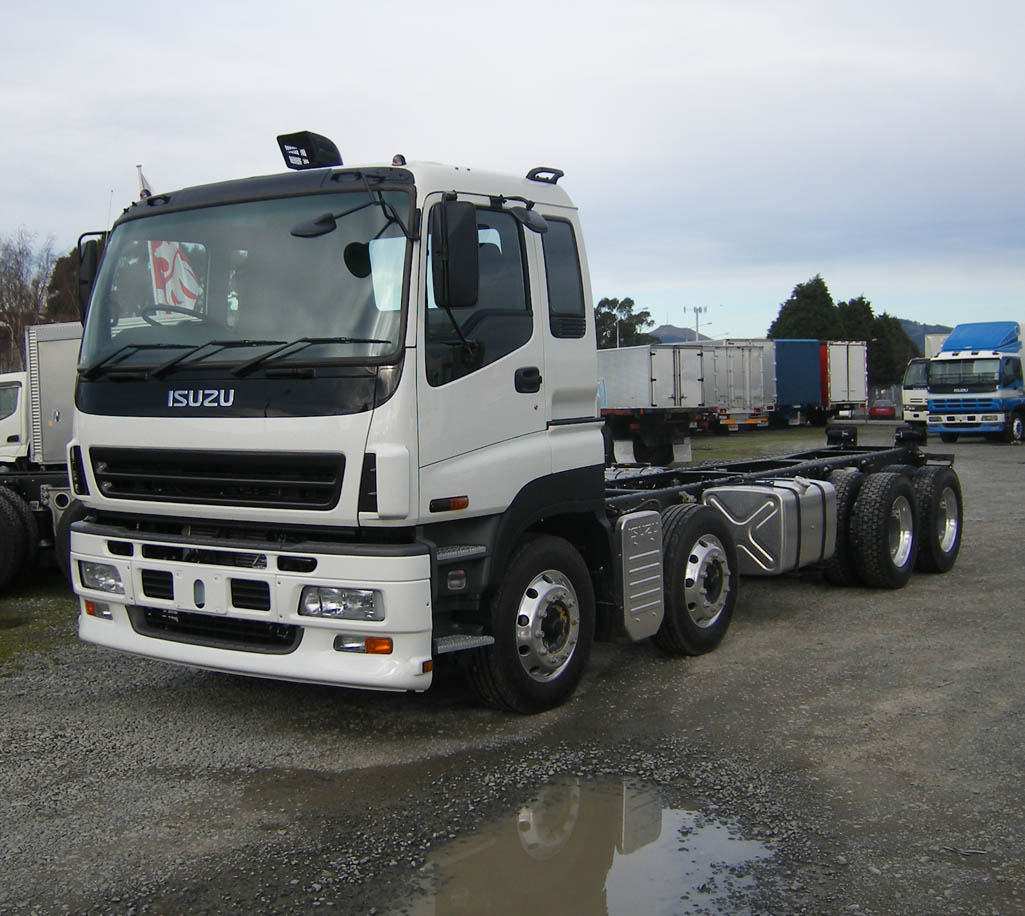
이스즈 기가 CYJ 1세대 수출 사양
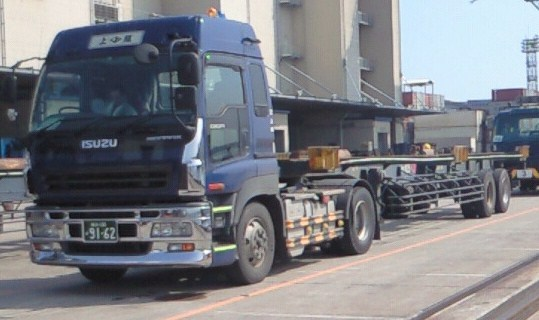
이스즈 기가 EXR 1세대
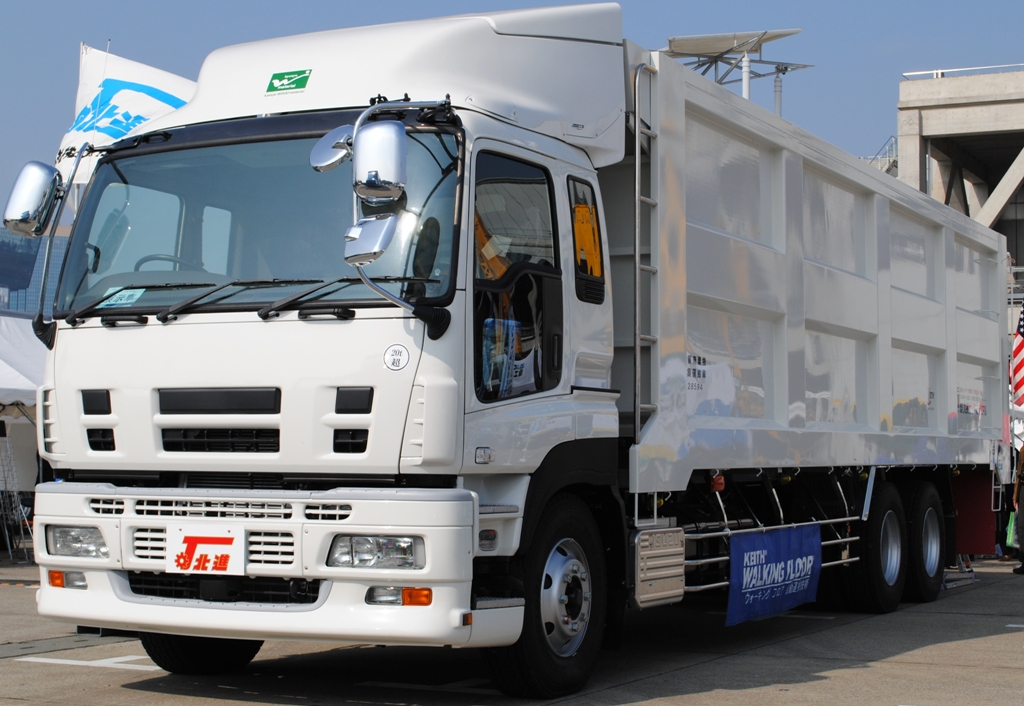
이스즈 기가 CYM 1세대
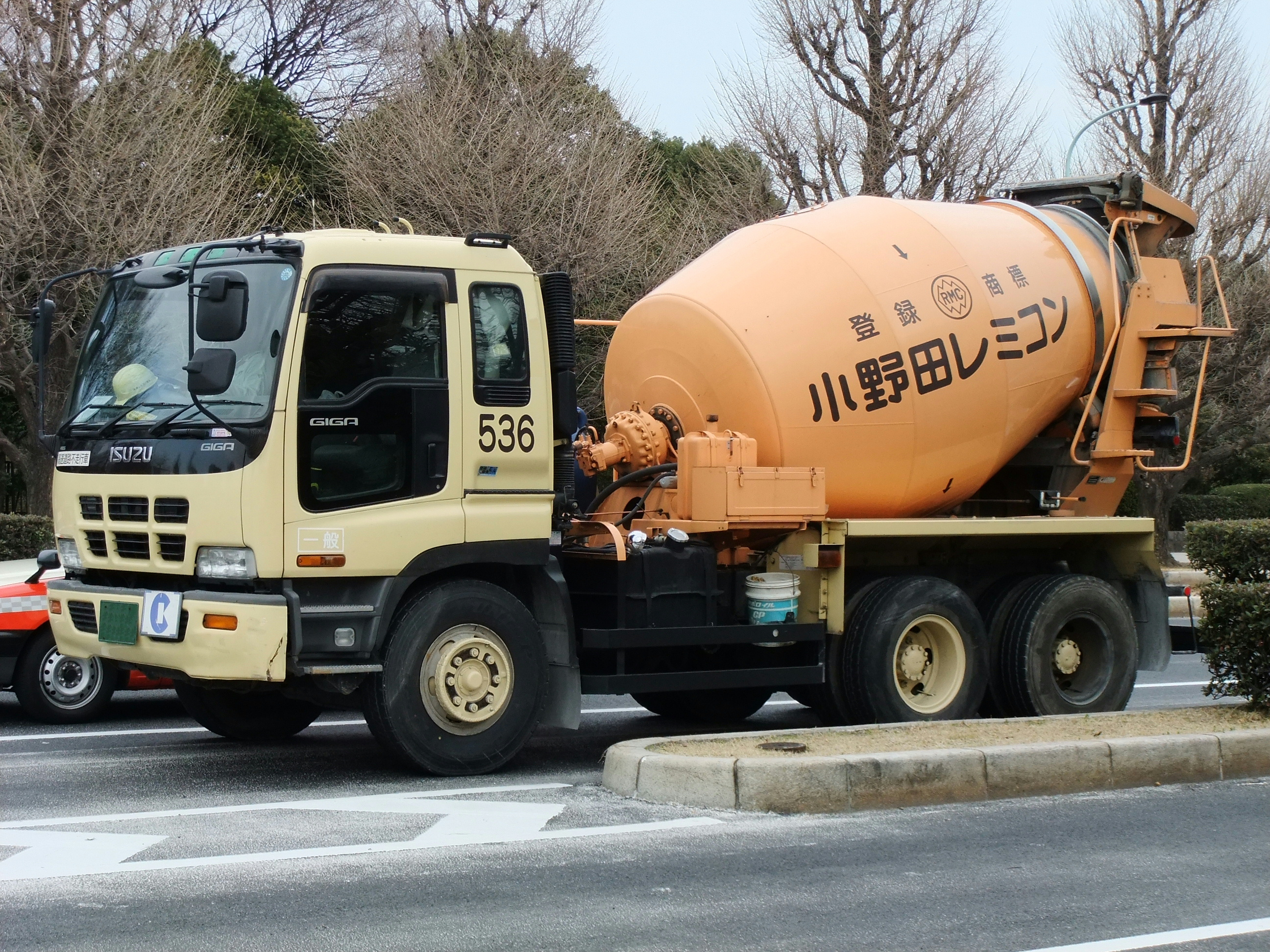
이스즈 기가 CXZ 1세대
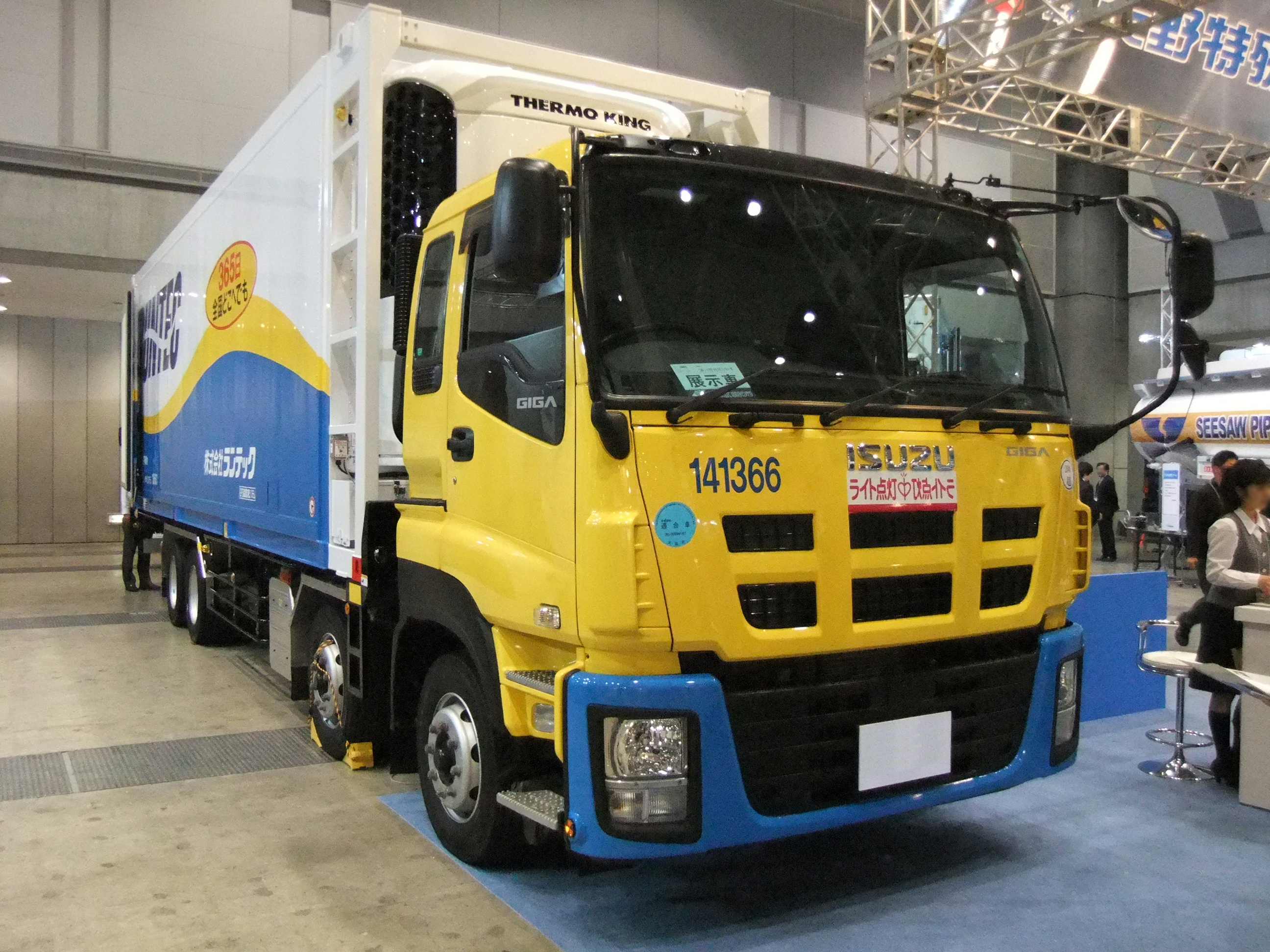
이스즈 기가 CYL 1세대
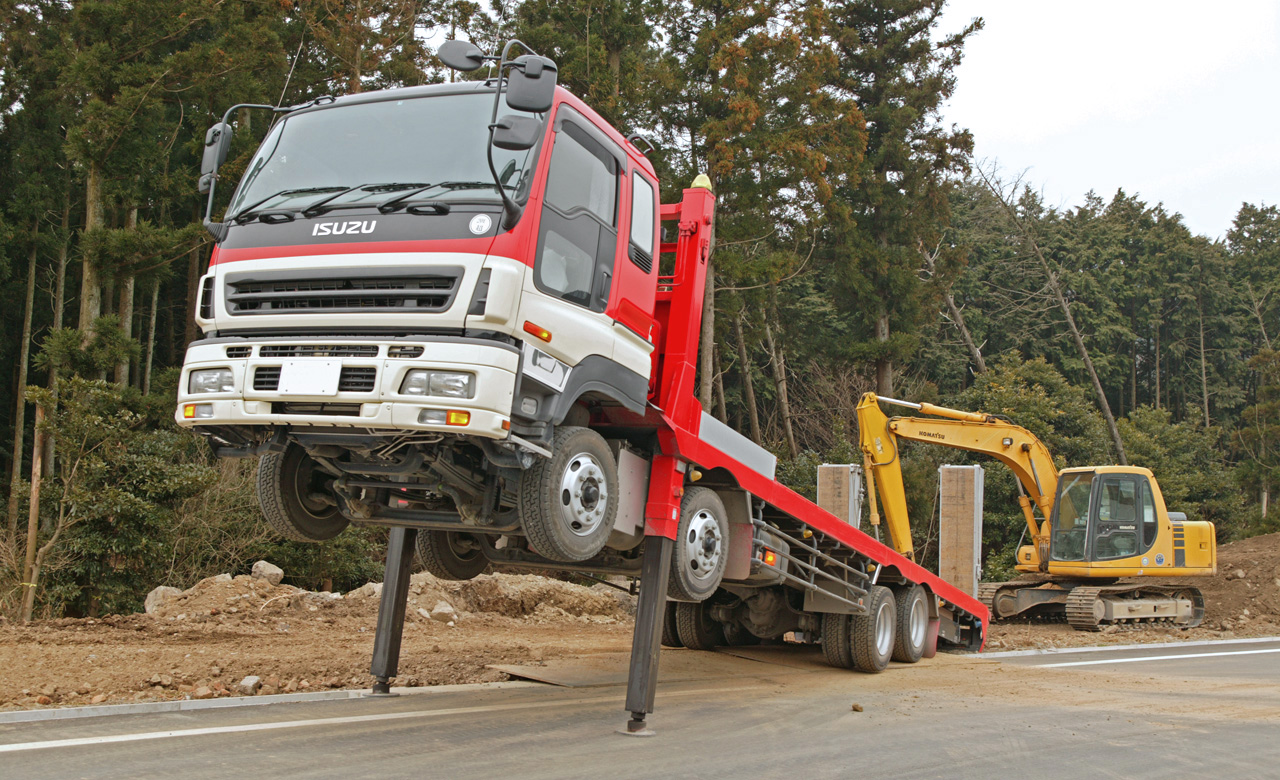
이스즈 기가 CYH 1세대
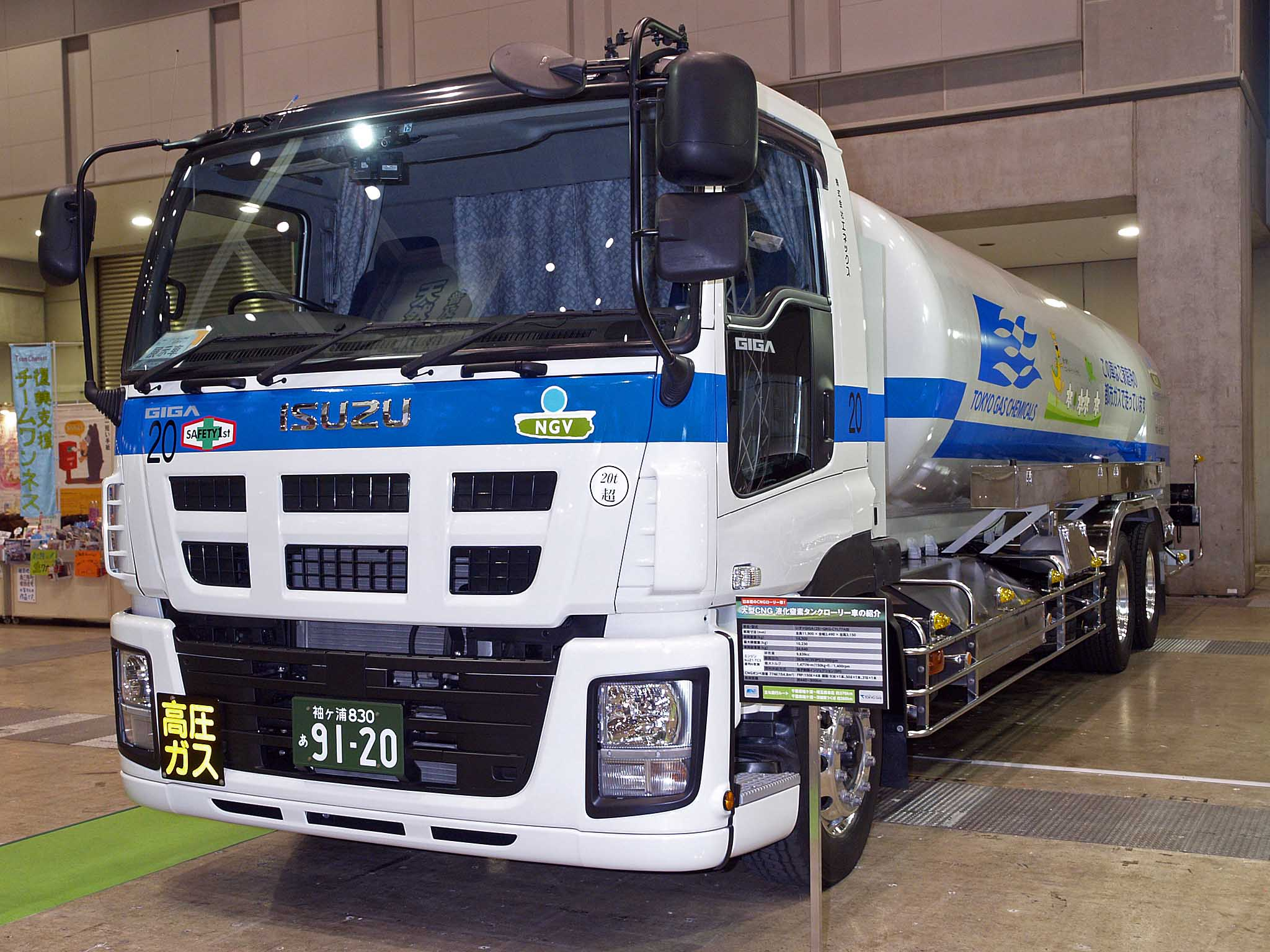
이스즈 기가 CYL77A 1세대 천연 가스 사양
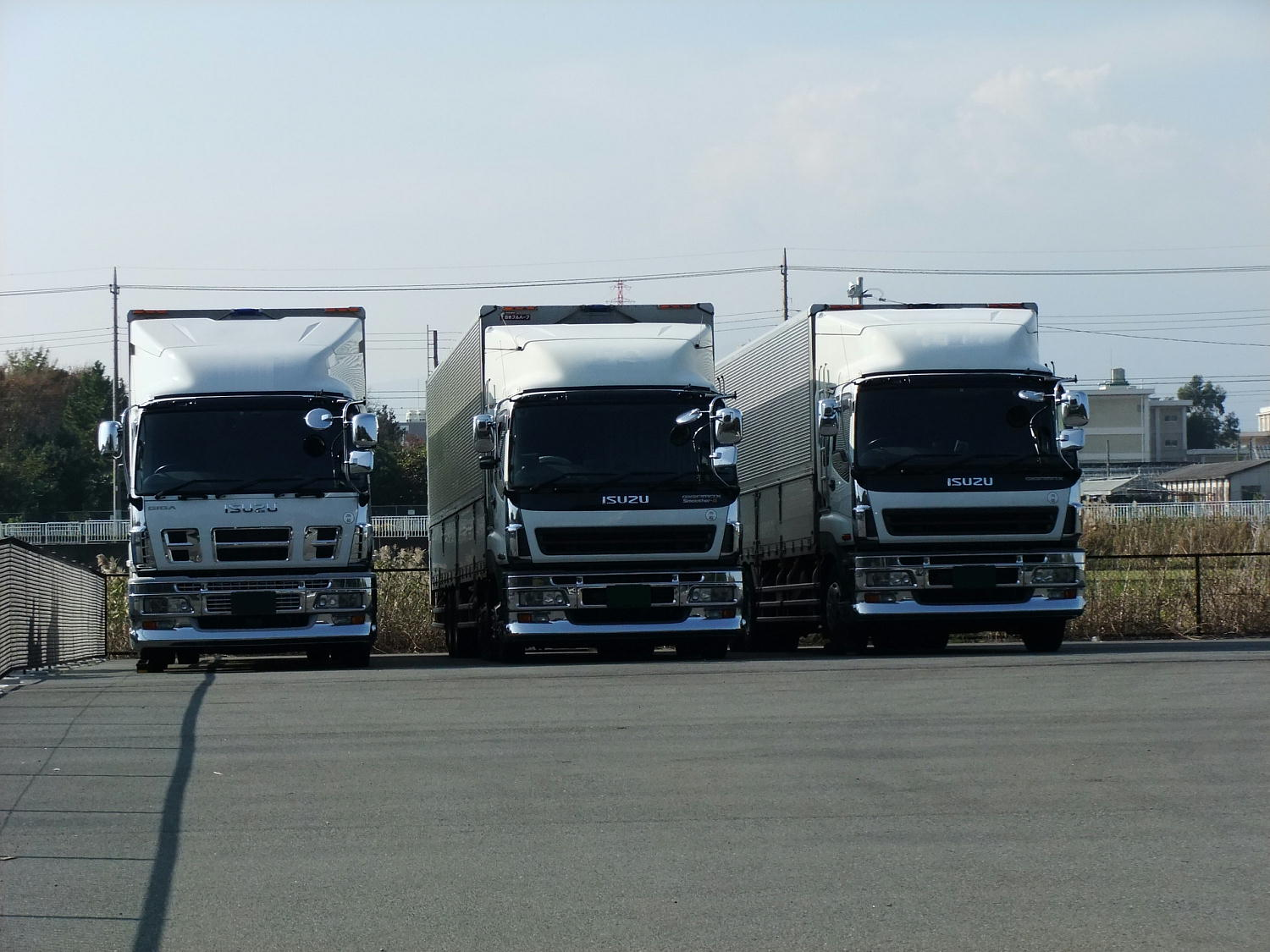
이스즈 기가 1세대 C시리즈, E시리즈
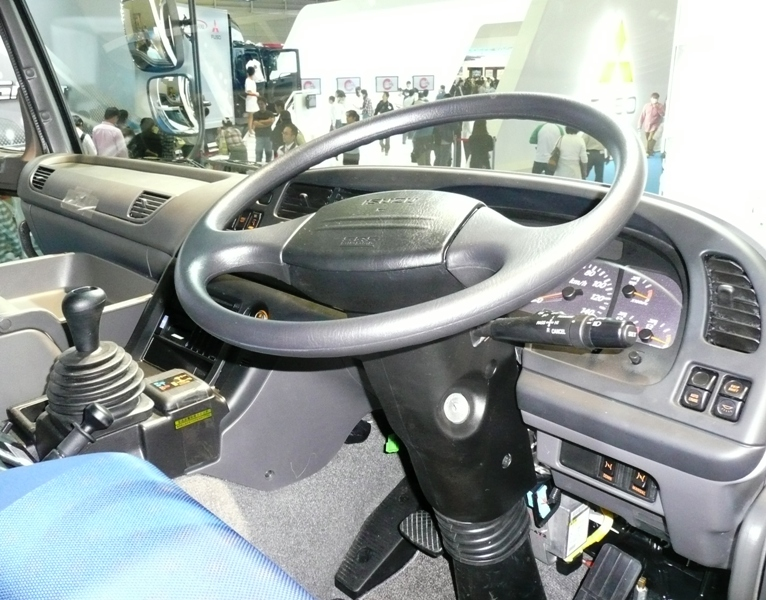
이스즈 기가 1세대 운전석

### 제 2세대 모델 (2015년10월~ 현재)
- 2015년 도쿄 모터쇼에서 모델을 발표했다.[3]
- 2015년 10월 28일 : 출시. 디자인은 준중형인 엘프 제 6세대 모델, 중형인 포워드 제 5세대 모델 등과 통일성을 이루어 패밀리룩을 형성하였다.
- 2015년 12월 24일 : 대형트럭 최초로 천연 가스 트럭을 출시했다. 엔진은 6UV1형을 채택했다.
- 2016년 4월 11일 : 트랙터 모델이 풀모델 체인지로 표준 루프 차량이 추가되었고 인터쿨러 엔진과 라이에이터의 대형화, EGR 쿨러의 고효율화, 공급 펌프의 변경, 새로운 인젝터 채용 초고압 커먼레일을 탑재했다.
- 2017년 10월 25일 : G카고 모델을 기반으로 이스즈 자동차 로고가 있는 빨간색 시트를 적용한 특별 사양 자동차를 100대 한정으로 판매했다.[4]
- 2018년 6월 22일 : 트랙터 모델이 마이너 체인지로 스마트 글라이드 시스템을 채용했고 헤드라이트와 실내등을 LED를 적용했다. 4x2 차량의 경우 에어 서스펜션 차량에 휠베이스 3,830mm의 제5륜 하중 11.5톤 차량이 출시되었다. 그 밖에도 풀모델 체인지에 따라 형식 기호가 예를 들어 6x2에서 초대 기가 차량 모델이 QKG-CYL77A에서 QPG-CYL77B로 변경되었다.[5]

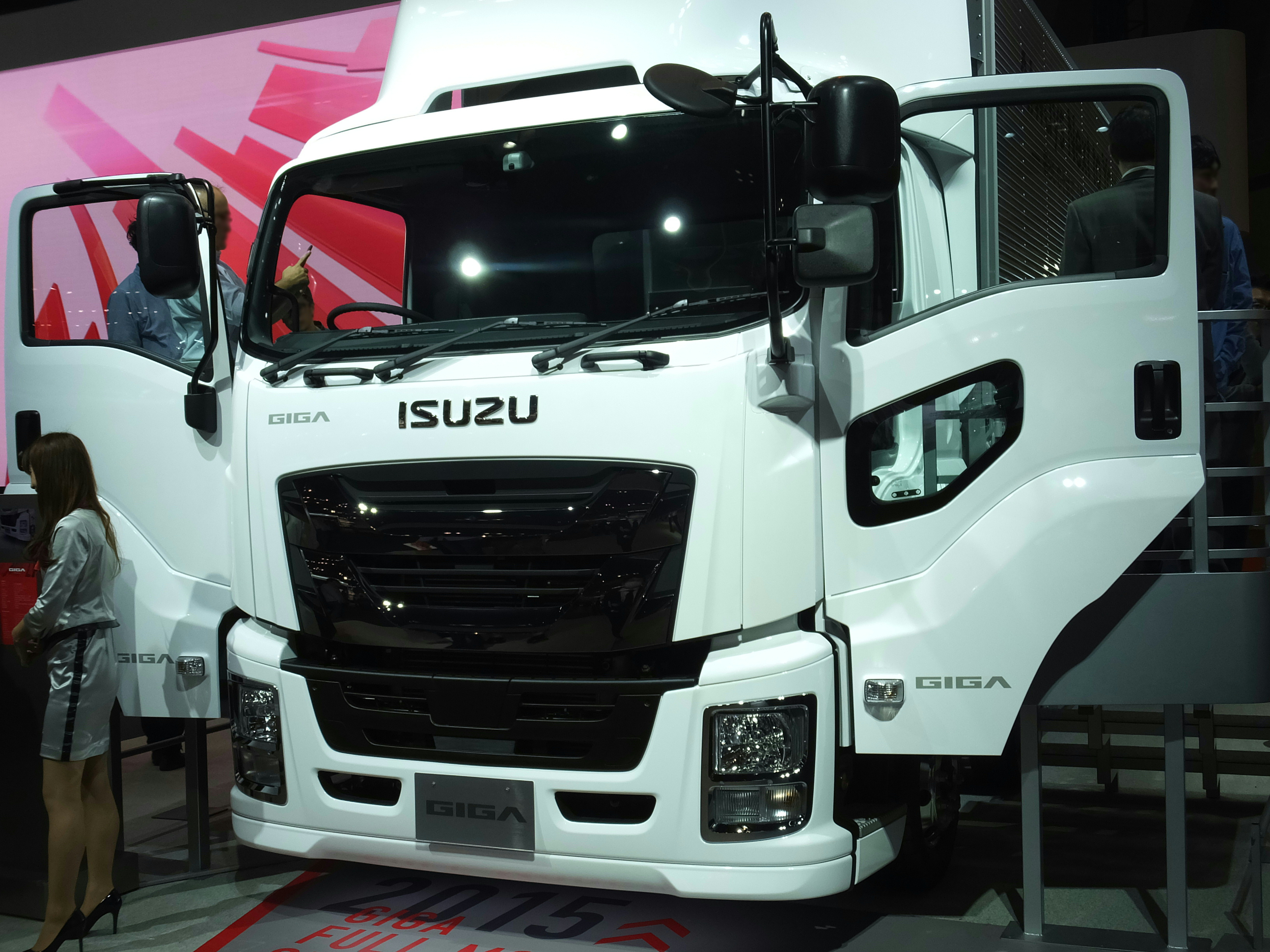
이스즈 기가 2세대 카고트럭 사양
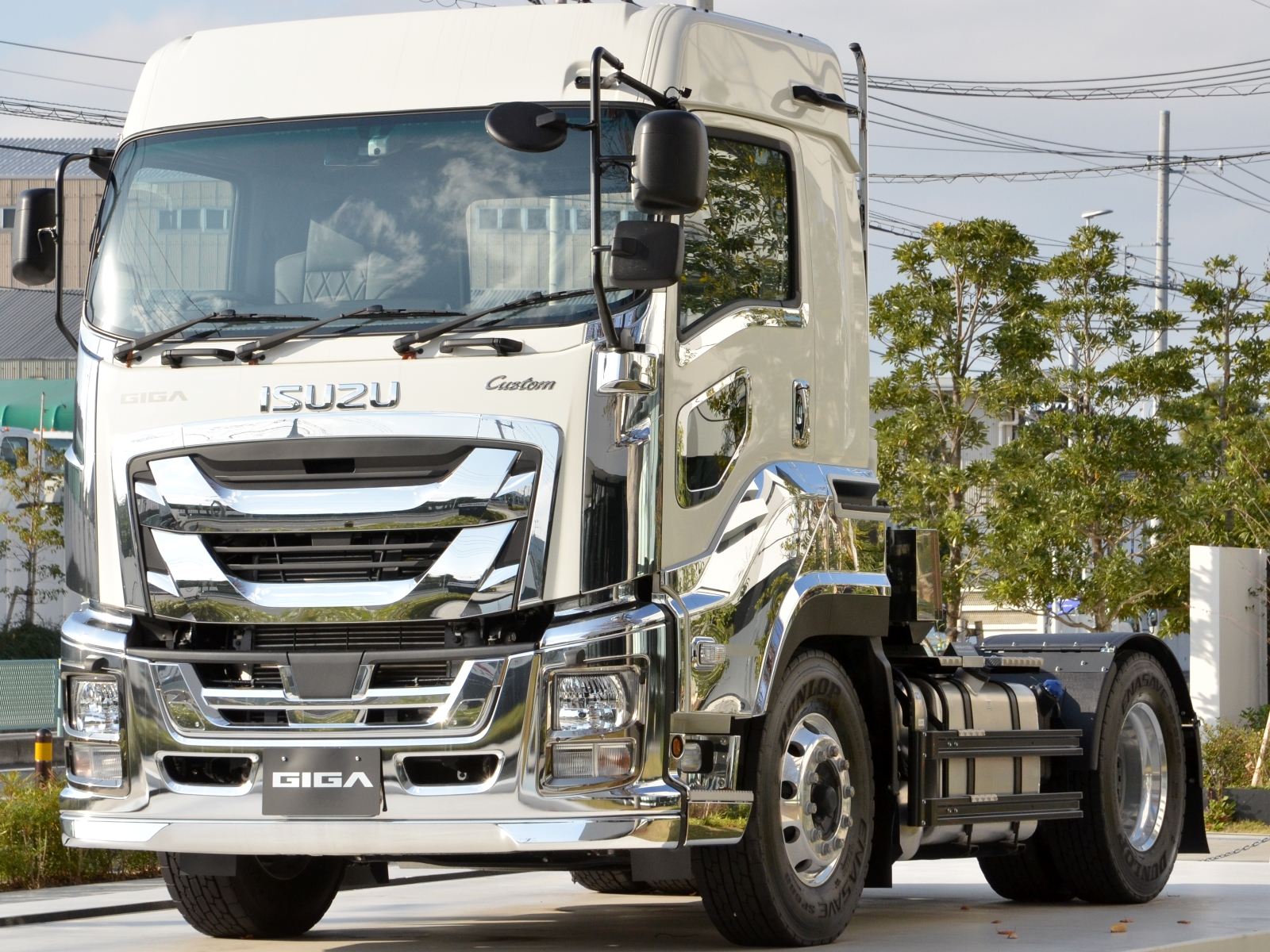
이스즈 기가 2세대 트랙터 사양
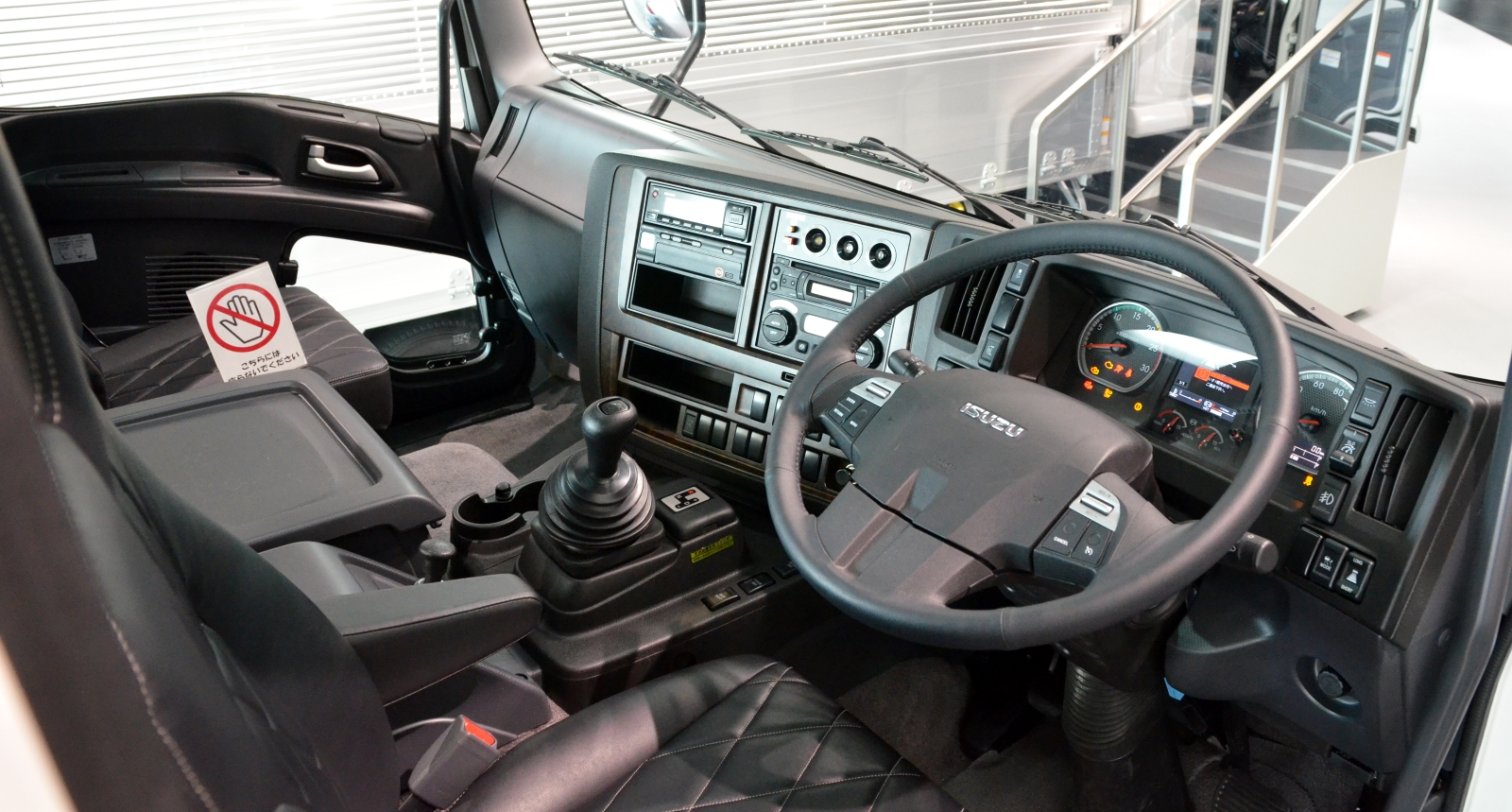
이스즈 기가 2세대 운전석
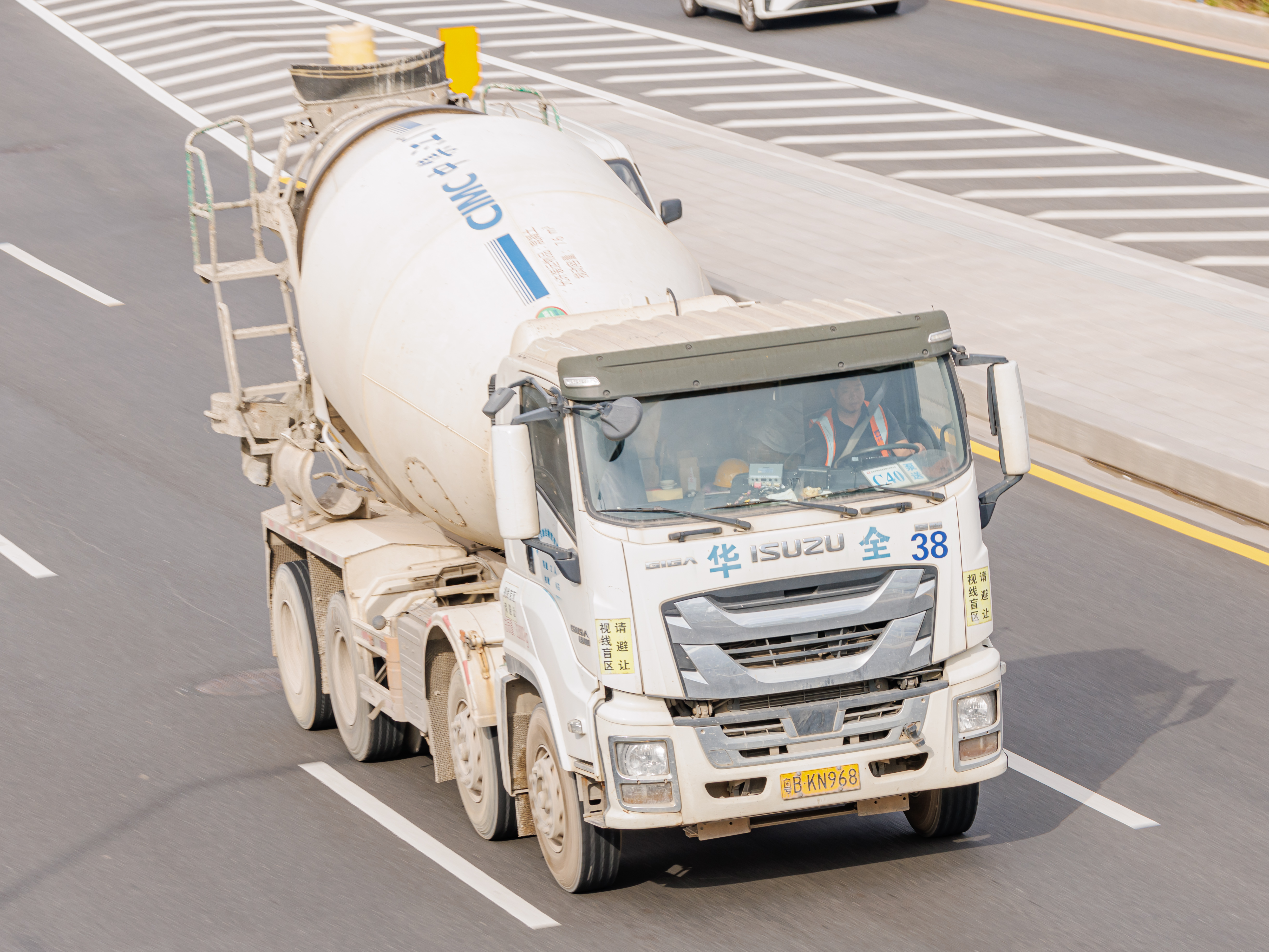
이스즈 기가 2세대 중국 사양

## 라인업

### 화물트럭 & 덤프트럭
- CVR (4×2)
- CXM (6×2)
- CYM (6×2) GVW 20t
- CXK (6×2 NK서스)
- CYL (6×2 에어서스) GVW 20t
- CXG (6×2 프론트 2축)
- CXE (6×2 프론트 2축 에어서스)
- CYG (6×2 프론트 2축) GVW 20t
- CYE (6×2 프론트 2축 에어서스) GVW 20t
- CXZ (6×4)
- CYZ (6×4) GVW 20t
- CYY (6×4 에어서스) GVW 20t
- CVZ (저상형 6×4) GVW 18t
- CXZ-J (저상형 6×4)
- CYZ-J (저상형 6×4) GVW 20t
- CYY-J (저상형 6×4 에어서스) GVW 20t
- CXH (저상형 8×4)
- CYH (저상형 8×4) GVW 20t
- CYJ (저상형 8×4 에어서스) GVW 20t
- CVS (4×4)
- CXW (6×6)
- CYW (6×6) GVW 20t

### 트레일러
- EXR (4×2)
- EXD (4×2 에어서스)
- EXZ (6×4)
- EXY (6×4 에어서스)

## 엔진
| 구분 | 엔진 형식 | 형태, 방식                  | 베기량(cc) | 출력 범위(PS) | 탑재                  |
| ---- | --------- | --------------------------- | ---------- | ------------- | --------------------- |
| 23   | 6SD1      | 6기통 (TI 사양)             | 9,839      | 310 ~ 340     | 1994년부터 2005년까지 |
| 50   | 6WA1      | 6기통 (TI 사양)             | 12,068     | 330 ~ 390     | 1994년부터 2000년까지 |
| 51   | 6WF1      | 6기통 (TI 사양)             | 14,256     | 330 ~ 370     | 1999년부터 2007년까지 |
| 52   | 6WG1      | 6기통 (TI 사양)             | 15,681     | 400 ~ 520     | 1997년부터 현재까지   |
| 60   | 6NX1      | 6기통 (TI 사양)             | 7,790      | 340           | 2016년부터 현재까지   |
| 73   | 6TE1      | 6기통                       | 18,933     | 330 ~ 370     | 2001년부터 2003년까지 |
| 74   | 8TD1      | 8기통                       | 24,312     | 410 ~ 480     | 2000년부터 2003년까지 |
| 75   | 10TD1     | 10기통                      | 30,390     | 600           | 1997년부터 2003년까지 |
| 77   | 6UZ1      | 6기통 (TI 사양)             | 9,839      | 330 ~ 400     | 2005년부터 현재까지   |
| 78   | 6UV1      | 6기통 (TI , 천연 가스 사양) | 9,839      | 330           | 2015년부터 현재까지   |
| 80   | 8PE1      | 8기통                       | 15,201     | 285           | 1994년부터 2003년까지 |
| 81   | 10PE1     | 10기통                      | 19,001     | 325 ~ 360     | 1994년부터 2003년까지 |
| 82   | 12PE1     | 12기통                      | 22,801     | 385 ~ 450     | 1994년부터 2000년까지 |

## 같이 보기
- 이스즈 엘프
- 이스즈 포워드